# W Series — Чемпіонат 2022
W Series 2022 — сезон чемпіонату світу з автоперегонів у класі W Series. Чемпіонат проводиться у період з травня по жовтень та складається з 8 Гран-прі. Сезон розпочався з Гран-прі Маямі 8 травня та закінчиться на Гран-прі Мексики 30 жовтня. Участь можуть брати лише жінки. 
Чинною переможницею є Джеймі Чадвік, яка у 2021 році виступала за команду Veloce Racing. 

## Команди та пілоти
Наступні команди та пілоти, беруть участь у Чемпіонаті світу 2022 року. Єдиним постачальником шин є Hankook. Всі команди використовують боліди Tatuus–Alfa Romeo. На етапах у Барселоні та Сінгапурі будуть використовуватися боліди Tatuus–Toyota FT-60. 
Усі автомобілі поставляються Double R Racing, а «команди» призначені виключно для цілей спонсорства та ідентифікації.
| Команда                                  | №  | Пілот             | Етапи |
| ---------------------------------------- | -- | ----------------- | ----- |
| Sirin Racing                             | 4  | Емелі де Гус      | 1–6   |
| Sirin Racing                             | 95 | Бейтске Віссер    | 1–6   |
| CortDAO                                  | 5  | Фаб'єн Вольвенд   | 1–6   |
| CortDAO                                  | 19 | Марта Гарсія      | 1–6   |
| Пума                                     | 7  | Емма Кімілейнен   | 1–6   |
| Пума                                     | 63 | Тереза Бабічкова  | 1–6   |
| Jenner Racing                            | 8  | Хлоя Чемберс      | 1–6   |
| Jenner Racing                            | 55 | Джеймі Чадвік     | 1–6   |
| Академія W Series                        | 9  | Б'янка Бустаманте | 1–6   |
| Академія W Series                        | 10 | Джуджу Нода       | 1–6   |
| Click2Drive Bristol Street Motors Racing | 21 | Джессіка Ховкінс  | 1–6   |
| Click2Drive Bristol Street Motors Racing | 27 | Еліс Павелл       | 1–6   |
| Quantfury                                | 22 | Белен Гарсія      | 1–6   |
| Quantfury                                | 32 | Нерея Марті       | 1–6   |
| Скудерія W                               | 26 | Сара Мур          | 1–6   |
| Скудерія W                               | 44 | Еббі Ітон         | 1–6   |
| Racing X                                 | 49 | Еббі Пуллінг      | 1–6   |
| Racing X                                 | 97 | Бруна Томаселлі   | 1–6   |

### Тест-пілоти
| №  | Пілот      |
| -- | ---------- |
| 17 | Айла Агрен |

## Календар
| Етап     | Траса                          | Дата      | Поул-позиція                      | Найшвидше коло                    | Переможниця                       | Конструктор                              | Звіт                              |
| -------- | ------------------------------ | --------- | --------------------------------- | --------------------------------- | --------------------------------- | ---------------------------------------- | --------------------------------- |
| 1        | Міжнародний автодром Маямі     | 7 травня  | Нерея Марті                       | Емма Кімілейнен                   | Джеймі Чадвік                     | Jenner Racing                            | Звіт                              |
| 2        | Міжнародний автодром Маямі     | 8 травня  | Джеймі Чадвік                     | Еббі Пуллінг                      | Джеймі Чадвік                     | Jenner Racing                            | Звіт                              |
| 3        | Каталунья                      | 21 травня | Джеймі Чадвік                     | Джеймі Чадвік                     | Джеймі Чадвік                     | Jenner Racing                            | Звіт                              |
| 4        | Автодром Сільверстоун          | 2 липня   | Джеймі Чадвік                     | Еббі Пуллінг                      | Джеймі Чадвік                     | Jenner Racing                            | Звіт                              |
| 5        | Поль Рікар                     | 23 липня  | Бейтске Віссер                    | Джеймі Чадвік                     | Джеймі Чадвік                     | Jenner Racing                            | Звіт                              |
| 6        | Хунгароринг                    | 30 липня  | Еліс Павелл                       | Джеймі Чадвік                     | Еліс Павелл                       | Click2Drive Bristol Street Motors Racing | Звіт                              |
| 7        | Автодром Марина Бей            | 2 жовтня  | Марта Гарсія                      | Еліс Павелл                       | Бейтске Віссер                    | Sirin Racing                             | Звіт                              |
| 8        | Траса Америк                   | 22 жовтня | Скасовані через фінансові причини | Скасовані через фінансові причини | Скасовані через фінансові причини | Скасовані через фінансові причини        | Скасовані через фінансові причини |
| 9        | Автодром імені братів Родрігес | 29 жовтня | Скасовані через фінансові причини | Скасовані через фінансові причини | Скасовані через фінансові причини | Скасовані через фінансові причини        | Скасовані через фінансові причини |
| 10       | Автодром імені братів Родрігес | 30 жовтня | Скасовані через фінансові причини | Скасовані через фінансові причини | Скасовані через фінансові причини | Скасовані через фінансові причини        | Скасовані через фінансові причини |
| Джерело: |                                |           |                                   |                                   |                                   |                                          |                                   |

## Положення у чемпіонаті

### Розподіл очок
Найкращі 10 пілотів у гонці отримують очки наступним чином:
| Місце | 1-е | 2-е | 3-є | 4-е | 5-е | 6-е | 7-е | 8-е | 9-е | 10-е |
| Очки  | 25  | 18  | 15  | 12  | 10  | 8   | 6   | 4   | 2   | 1    |

### Чемпіонат Пілотів
| Приклад                  | Опис                                                              |
| ------------------------ | ----------------------------------------------------------------- |
| 1                        | Переможець                                                        |
| 2                        | Друге місце                                                       |
| 3                        | Третє місце                                                       |
| 5                        | Фінішував у очковій зоні                                          |
| 12                       | Фінішував поза очковою зоною                                      |
| НКЛ                      | Фінішував, але не класифікований                                  |
| Схід                     | Не фінішував і не класифікований                                  |
| НКВ                      | Не кваліфікований                                                 |
| НПКВ                     | Не передкваліфікований                                            |
| ДСК                      | Дискваліфікований                                                 |
| тест                     | Тестер по п'ятницях                                               |
| НС                       | Брав участь у Гран-прі як бойовий пілот, але не стартував у гонці |
| Т                        | Травмований чи хворий                                             |
| Викл                     | Виключений із протоколу                                           |
| Від                      | Відмова від участі                                                |
| НТР                      | Не брав участі в тренуваннях                                      |
| НПР                      | Не прибув на Гран-прі                                             |
| С                        | Гонка скасована                                                   |
|                          | Не брав участі                                                    |
| Жирний шрифт             | Поул-позиція                                                      |
| Курсив                   | Найшвидше коло                                                    |
| Числоу верхньому індексі | Позиція в спринті, що передбачає нарахування очок                 |

| Місце | Пілот             | МАЯ1 | МАЯ2 | ІСП  | ВЕЛ | ФРА  | УГО  | СІН | США | МЕК1 | МЕК2 | Очки |
| ----- | ----------------- | ---- | ---- | ---- | --- | ---- | ---- | --- | --- | ---- | ---- | ---- |
| 1     | Джеймі Чадвік     | 1    | 1    | 1    | 1   | 1    | 2    |     |     |      |      | 143  |
| 2     | Еліс Павелл       | Схід | 2    | 3    | 14  | 5    | 1    |     | 68  |      |      |      |
| 3     | Бейтске Віссер    | 3    | 7    | 5    | 5   | 4    | 3    |     | 68  |      |      |      |
| 4     | Еббі Пуллінг      | 4    | 6    | 2    | 3   | 9    | 5    |     | 65  |      |      |      |
| 5     | Белен Гарсія      | 7    | 4    | 7    | 8   | 2    | 13   |     | 46  |      |      |      |
| 6     | Нерея Марті       | 6    | 3    | 8    | 9   | 3    | 12   |     | 44  |      |      |      |
| 7     | Емма Кімілейнен   | 15   | 5    | 4    | 2   | 12   | Схід |     | 40  |      |      |      |
| 8     | Марта Гарсія      | 11   | 9    | 6    | 18  | 6    | 4    |     | 30  |      |      |      |
| 9     | Фаб'єн Вольвенд   | Схід | 11   | 9    | 4   | 7    | 6    |     | 28  |      |      |      |
| 10    | Джессіка Ховкінс  | 2    | Схід | 11   | 6   | 10   | 14   |     | 27  |      |      |      |
| 11    | Сара Мур          | 8    | 8    | 10   | 10  | 8    | 7    |     | 20  |      |      |      |
| 12    | Бруна Томаселлі   | 5    | 17   | 12   | 11  | 11   | 10   |     | 11  |      |      |      |
| 13    | Еббі Ітон         | Схід | 13   | 16   | 7   | Схід | 8    |     | 10  |      |      |      |
| 14    | Джуджу Нода       | 12   | 15   | 13   | 16  | 13   | 9    |     | 2   |      |      |      |
| 15    | Б'янка Бустаманте | 9    | 14   | 15   | 17  | 15   | Схід |     | 2   |      |      |      |
| 16    | Хлоя Чемберс      | 14   | 10   | Схід | 13  | Схід | 11   |     | 1   |      |      |      |
| 17    | Емелі де Гус      | 10   | 12   | 14   | 15  | 16   | 16   |     | 1   |      |      |      |
| 18    | Тереза Бабічкова  | 13   | 16   | 17   | 12  | 14   | 15   |     | 0   |      |      |      |
| Місце | Пілот             | МАЯ1 | МАЯ2 | ІСП  | ВЕЛ | ФРА  | УГО  | СІН | США | МЕК1 | МЕК2 | Очки |

Фаб'єн Вольвенд — гонщиця з Ліхтенштейну, але бере участь як швейцарка відповідно до ліцензії. 
Джуджу Нода — гонщиця з Японії, але бере участь як данка відповідно до ліцензії. 